# Distrito electoral de Rural Ogallala (condado de Keith, Nebraska)
Rural Ogallala (en inglés: Rural Ogallala Precinct) es un distrito electoral ubicado en el condado de Keith en el estado estadounidense de Nebraska. En el Censo de 2010 tenía una población de 808 habitantes y una densidad poblacional de 2,25 personas por km².

## Geografía
Rural Ogallala se encuentra ubicado en las coordenadas 41°3′18″N 101°40′21″O / 41.05500, -101.67250. Según la Oficina del Censo de los Estados Unidos, Rural Ogallala tiene una superficie total de 359.47 km², de la cual 339.06 km² corresponden a tierra firme y (5.68%) 20.41 km² es agua.

## Demografía
Según el censo de 2010, había 808 personas residiendo en Rural Ogallala. La densidad de población era de 2,25 hab./km². De los 808 habitantes, Rural Ogallala estaba compuesto por el 98.51% blancos, el 0% eran afroamericanos, el 0.25% eran amerindios, el 0.12% eran asiáticos, el 0% eran isleños del Pacífico, el 0.25% eran de otras razas y el 0.87% pertenecían a dos o más razas. Del total de la población el 1.36% eran hispanos o latinos de cualquier raza.